# Hiernia angolensis
Hiernia es un género monotípico de plantas fanerógamas perteneciente a la familia Orobanchaceae. Su única especie: Hiernia angolensis, es originaria de Sudáfrica. 

## Taxonomía
Hiernia angolensis fue descrita por Spencer Le Marchant Moore y publicado en Journal of Botany, British and Foreign 18: 196. 1880.